# Untermeitingen
Untermeitingen là một đô thị ở huyện Augsburg bang Bayern nước Đức. Đô thị Untermeitingen có diện tích 15,58 km², dân số thời điểm ngày 31 tháng 12 năm 2006 là 6331 người.